# Aulonemia fimbriatifolia
Aulonemia fimbriatifolia är en gräsart som beskrevs av Lynn G. Clark. Aulonemia fimbriatifolia ingår i släktet Aulonemia och familjen gräs. Inga underarter finns listade i Catalogue of Life.